# Warley (futebolista)
Warley Silva dos Santos, ou simplesmente Warley (Sobradinho, 13 de fevereiro de 1978), é um treinador de futebol e ex-futebolista brasileiro que atuava como atacante.
É o único jogador a ter conquistado o Campeonato Paraibano quatro vezes por três clubes diferentes (Treze, Campinense e Botafogo-PB).

## Carreira

### Coritiba
As primeiras notícias do futebol de Warley aconteceram enquanto o jogador ainda vestia a camisa do Coritiba, onde chegou com o apelido de Lebrinha e um futebol de habilidade, velocidade e boa finalização. Considerado um bom atacante, jogou pelo Coxa a Copa São Paulo de Futebol Júnior de 1997, e antes de ter suas primeiras chances como profissional, acabou se desligando do clube do Alto da Glória e se transferindo para seu maior rival.

### Atlético Paranaense
Depois de sair do Coxa, Warley apareceu vestindo a camisa rubro-negra do Furacão da Baixada, onde estreou como profissional e teve grande destaque, chegando a conquistar o título do Campeonato Paranaense de 1998 atuando como titular. O bom desempenho do atacante fez surgir o interesse do futebol italiano, que teria pago US$9 milhões ao Rentistas por metade dos direitos sobre o jogador, que seguiu para a Udinese. 

### Udinese
Adquirido pela Udinese, não foi direto para a Itália, pois foi emprestado até julho para o São Paulo.
Se destacou na equipe paulista e chegou à Seleção Olímpica. Ainda pela Seleção, no início do segundo semestre de 1999, disputou a Copa das Confederações, atuando em quatro dos cinco jogos da equipe vice-campeã.
Foi integrado ao grupo da Udinese em julho e só foi estrear na Serie A no dia 19 de setembro de 1999. Naquela temporada, entrou em campo 15 vezes e marcou três gols, ajudando o time a terminar o campeonato na oitava posição.
Em setembro de 2000, viajou com a delegação bianconera para Varsóvia, na Polônia, onde atuariam pela Copa Uefa e, ao desembarcar no aeroporto da capital polonesa, ele e Alberto Valentim foram pegos com passaportes portugueses falsificados e foram detidos no local. Curiosamente, foi liberado para jogar aquela partida e marcou o gol da vitória por 1 a 0 sobre o Polonia Varsóvia.
Após a polêmica com os documentos, Warley foi emprestado ao Grêmio.

### Grêmio
Warley jogou emprestado ao Grêmio nos últimos meses de 2000 e durante o ano inteiro de 2001, onde foi campeão estadual, campeão da Copa do Brasil e convocado para Seleção Brasileira.

### Retorno à Udinese
Em janeiro de 2002 o brasileiro retornou à Udinese e fez seis jogos até o fim da temporada.
Na temporada 2002/03, pouco produziu em campo e encerrou a temporada sem balançar as redes em 18 jogos.
Ao todo, marcou apenas quatro tentos em 42 partidas.

### São Caetano
Voltou para o Brasil em meados de 2003 e ajudou o São Caetano a conquistar o Campeonato Paulista de 2004, marcando dois gols no primeiro jogo da final. 

### ABC
Warley chega, em setembro de 2008, ao ABC. Em poucas partidas, Warley mostrou porque foi jogador da Seleção Brasileira. Com gols importantes, ele ajudou o clube a escapar do iminente rebaixamento para a Série C.

### Treze
Warley chegou ao futebol Paraibano pelo Treze Futebol Clube. No Alvinegro de Campina Grande teve grande destaque, marcando gols importantes e ajudando a equipe no bicampeonato estadual, quando foi o maior artilheiro do Estado, com 25 gols marcados.

### Campinense
Warley chegou ao Rubro Negro em janeiro de 2012 com prestígio de ter desempenhado grande participação na Série D do ano anterior no rival Treze. Ele teve papel decisivo na conquista do Paraibano 2012, marcando 22 gols e sagrando-se o maior artilheiro do Campinense em uma edição de estadual. 

### Botafogo-PB
Em 3 de dezembro de 2012, Warley se apresenta ao Botafogo de João Pessoa para a disputa do Campeonato Paraibano de 2013. Foi campeão Paraibano 2013 e fez história no futebol Paraibano, sendo campeão seguidamente pelos três maiores clubes do estado. Foi artilheiro do campeonato com 14 gols, sendo pela segunda vez seguida o artilheiro do campeonato Paraibano. Chegou a ficar 115 dias sem marcar um gol, mas ajudou a equipe também no título do Campeonato Brasileiro da Série D de 2013.

### River-PI
Warley teve uma passagem discreta pelo River, em 2014. Foi contratado para jogar o Campeonato Brasileiro Série D, mas o River não passou da 1º fase, ainda assim ele continuou no clube em 2015. Fez 5 gols pelo galo, sendo um deles contra seu ex-time: o Botafogo-PB. Em respeito a torcida do Botafogo, Warley não comemorou o gol. O jogador deixou o River após uma passagem discreta pelo clube.

### Retorno ao Botafogo-PB
Warley voltou ao Belo no dia 18 de dezembro de 2015, para jogar a temporada de 2016, cuja apresentação foi realizada num jantar no Espaço Cultural. Além de ser um jogador que fez história no futebol Paraibano, Warley é lembrado por sua liderança exercida dentro e fora de campo.
Pendurou as chuteiras em setembro de 2017, aos 39 anos, vestindo a camisa do time botafoguense, onde, inclusive, assumiu cargo como dirigente logo depois.

### Seleção Brasileira
Warley atuou em quatro oportunidades pela Seleção Brasileira de Futebol.

## Treinador
Em 2021, decide iniciar sua carreira como treinador de futebol, iniciando sua jornada no Nacional de Patos no Campeonato Paraibano de 2021. Após o término do paraibano na 7ª posição, foi contratado pelo Sousa para disputar o Brasileirão 2021 da Série D.

## Títulos
Atlético Paranaense
- Campeonato Paranaense: 1998

Seleção Brasileira
- Pré-Olímpico Sul-Americano Sub-23: 2000

Grêmio
- Copa do Brasil: 2001
- Campeonato Gaúcho: 2001

São Caetano
- Campeonato Paulista: 2004

Palmeiras
- Taça 125 Anos do Corpo de Bombeiro: 2005

Brasiliense
- Campeonato Brasiliense: 2007

Treze
- Campeonato Paraibano: 2011

Campinense
- Campeonato Paraibano: 2012

Botafogo-PB
- Campeonato Paraibano: 2013 e 2017
- Campeonato Brasileiro - Série D: 2013

## Artilharia
- Campeonato Paraibano de 2012 (22 Gols)
- Campeonato Paraibano de 2013 (14 Gols)